# Vinculaspis mamillata
Vinculaspis mamillata  (лат.) — вид полужесткокрылых насекомых-кокцид рода Vinculaspis из семейства щитовки (Diaspididae).

## Распространение
Южная Америка: Бразилия (Sao Paulo).

## Описание
Мелкие щитовки (длина самок 1 мм, ширина 0,5 мм), щиток самок чёрный (тело самок и самцов белое), сердцевидной формы, твёрдый, формируется только из шкурок личинок. Пигидиум взрослых самок состоит из трёх пар лопастей: средние доли треугольные, вторые пары двулопастные.
Питаются соками растений. Вид был впервые описан в 1973 году бразильским энтомологом Дж. П. да Фонсекой (Fonseca, J. P. da.) как Vinculaspis mamillatus.
Таксон Vinculaspis mamillata включён в состав рода Vinculaspis Ferris 1942 вместе с таксонами V. cheloniformis, V. inclusa, V. laniata, V. lepagei, V. atibaiensis, V. mendicula, V. montei, V. virgata.